# Copa Fares Lopes
De Copa Fares Lopes is de staatsbeker voor voetbalclubs uit de Braziliaanse staat Ceará. De competitie wordt georganiseerd door de FCF.

## Geschiedenis
De competitie werd in 2010 in het leven geroepen om een deelnemer te bepalen voor de Copa do Brasil van het volgende jaar. De beker kreeg de naam Fares Lopes naar een voormalige voorzitter van de staatsvoetbalbond. 

## Winnaars
- 2010 -  Horizonte
- 2011 -  Horizonte
- 2012 -  Guarani de Juazeiro
- 2013 -  Barbalha
- 2014 -  Icasa
- 2015 -  Guarany de Sobral
- 2016 -  Guarani de Juazeiro
- 2017 -  Floresta
- 2018 -  Ferroviário
- 2019 -  Caucaia
- 2020 -   Ferroviário
- 2021 -  Icasa
- 2022 -  Pacajus
- 2023 -  Iguatu
- 2024 -   Ferroviário